# Munka göl
Munka göl är en sjö i Älmhults kommun i Småland och ingår i Helge ås huvudavrinningsområde. Sjön har en area på 0,0423 kvadratkilometer och ligger 138,9 meter över havet.

## Delavrinningsområde
Munka göl ingår i det delavrinningsområde (627054-138960) som SMHI kallar för Utloppet av Delarymagasinet. Medelhöjden är 145 meter över havet och ytan är 35,26 kvadratkilometer. Räknas de 46 avrinningsområdena uppströms in blir den ackumulerade arean 1 231,28 kvadratkilometer. Avrinningsområdets utflöde Helge å mynnar i havet. Avrinningsområdet består mestadels av skog (62 procent) och sankmarker (17 procent). Avrinningsområdet har 1,84 kvadratkilometer vattenytor vilket ger det en sjöprocent på 5,2 procent.